# Agroecomyrmecini
Agroecomyrmecini – plemię mrówek z podrodziny Agroecomyrmecinae. 

## Rodzaje
Należą tu 3 opisane rodzaje:
- †Agroecomyrmex Wheeler, 1915
- †Eulithomyrmex Carpenter, 1935
- Tatuidris Brown & Kempf, 1968